# 南岸 (臺灣)
南岸，是台灣屏東縣新埤鄉的一個傳統地域名稱，位於該鄉西部略偏西地帶。相較於今日行政區，其範圍大致包括南豐村不含西部邊界地帶的南段及中央一小段、打鐵村東北端、萬隆村西部邊界地帶的北段及南段。
本地區境內主要聚落為南岸、永興。

## 歷史
台灣日治初期，南岸地區為一街庄，稱為「南岸庄」（舊制街庄），隸屬於港東中里。該庄昔日北與檨仔腳庄為鄰，東與糞箕湖庄為鄰，東南邊為建功庄，西南邊及西邊為打鐵庄。
1901年（日治明治三十四年）11月11日，全台廢縣廳改設二十廳，該庄隸屬於阿猴廳。1904年（明治三十七年）4月15日，該庄編入「新埤頭區」，隸屬於阿猴廳。1905年（明治三十八年）4月1日，阿猴廳改稱「阿緱廳」。1909年（明治四十二年）10月25日，全台合併二十廳為十二廳，新埤頭區仍隸屬於阿緱廳。1920年（大正九年）10月1日，全台地方制度大改正，廢十二廳改設五州二廳，該庄改制為「南岸」大字，隸屬於高雄州潮州郡新埤庄（新制街庄）。
戰後新埤庄改制為新埤鄉，隸屬於高雄縣，大字亦改制為村。1950年（民國39年）10月1日，高、屏分治，新埤鄉改隸屬於屏東縣。
相較於今日行政區，本地區的範圍大致包括南豐村不含西部邊界地帶的南段及中央一小段、打鐵村東北端、萬隆村西部邊界地帶的北段及南段。

## 聚落
本地區發展較早的聚落為南岸、永興，在日治期初期的官方地圖上已有記載。

## 交通
縣道187乙線是萬巒至海坪的道路，經過本地區的南岸聚落。由該道路東北行可前往潮州鎮、萬巒鄉，並止於萬巒市區的縣道187號路口；西南行可前往南州鄉暨國道3號南州交流道、東港鎮，並止於內關帝地區海坪聚落的縣道187號路口。
縣道189號是屏東機場至林邊的道路，經過本地區西北部凸出部分的西側邊界地帶。由該道路北行可前往潮州鎮、竹田鄉、萬丹鄉、屏東市等地；南行可前往新埤鄉新埤市區、林邊鄉，並止於林邊市區的省道台17線路口。
鄉道屏112線是下寮至萬隆的道路，其西側端點（起點）位於本地區西北部凸出部分西側邊界地帶的縣道189號路口，由此向東南東會經過本地區的永興聚落南郊。
鄉道屏116線是新埤至萬安的道路，其東側端點（終點）位於本地區東部邊界地帶的鄉道屏112線路口。
鄉道屏117線是永興寮至建功的道路，其北側端點（起點）位於本地區中北部略偏西、永興聚落西南郊的鄉道屏112線路口，由此向南南西蜿蜒而行，會經過本地區的南岸聚落。